# جون ك. كوك
جون ك. كوك (بالإنجليزية: John C. Cook)‏ هو محامي وقاضي وسياسي أمريكي، ولد في 26 ديسمبر 1846، وتوفي في 7 يونيو 1920. حزبياً، نشط في الحزب الديمقراطي. وقد انتخب عضو مجلس النواب الأمريكي.